# Германско-кувейтские отношения
Германско-кувейтские отношения — двусторонние дипломатические отношения между Германией и Кувейтом.

## История
В 1964 году Кувейт и Федеративная Республика Германия установили дипломатические отношения. Германия высоко ценится в Кувейте как одна из основных политических и экономических сил в Европе и как страна, которая традиционно поддерживает хорошие отношения с арабским миром. В октябре 2016 года министр иностранных дел Кувейта Сабах аль-Халид ас-Сабах посетил с официальным визитом Берлин, а его германский коллега Зигмар Габриэль осуществил государственные визиты в Кувейт в апреле и июне 2017 года.

## Торговля
В 2016 году экспорт товаров из Германии в Кувейт составил сумму 1,4 миллиарда евро, а импорт Германией товаров из Кувейта - примерно 19 миллионов евро, что делает Кувейт девятым по величине торговым партнером Германии на Ближнем Востоке. Кувейт является четвертым по значимости рынком для германских товаров среди членов Совета сотрудничества арабских государств Персидского залива. Экспорт Германии в Кувейт: люксовые транспортные средства, машинное оборудование, промышленные сооружения (в частности, электростанции), электротовары, химические продукты, изделия из железа и медицинское оборудование. Кувейт вложил значительные инвестиции в экономику Германии и имеет доли в ведущих германских компаниях. В 1987 году вступило в силу соглашение об избежании двойного налогообложения между Германией и Кувейтом, которое переподписано в 1999 году. 15 ноября 1997 года вступило в силу соглашение о поощрении и защите инвестиций между странами. В январе 2017 года в Берлине состоялось пятое заседание совместной германско-кувейтской комиссии по экономическому, торговому и техническому сотрудничеству.

## Дипломатические представительства
- У Германии имеется посольство в Эль-Кувейте[2].
- Кувейт содержит посольство в Берлине[3].